# Keeper Hill
La Keeper Hill (in gaelico irlandese Sliabh Coimeálta) è una montagna irlandese, situata nel Munster, nella contea di Tipperary. Fa parte dei Monti Silvermine, una catena montuosa che annovera cime di dimensioni piuttosto modeste.